# De vlieger (boek)
De vlieger is een roman van de Nederlandse schrijver Maarten 't Hart. Het boek kwam in 1998 uit bij de uitgeverij De Arbeiderspers en verhaalt over Maarten die opgroeit in een streng gereformeerd plaatsje waar hij van nabij meemaakt hoe een gezin vanwege een afwijkend standpunt uit de kerk wordt gezet.

## Verhaal
Boeken zijn erg belangrijk voor Maarten. Hij zit op het Lyceum en doet vrijwel niets anders dan lezen. Zijn vader, die grafdelver is op de gemeentelijke begraafplaats van Boonersluis, vindt al dat lezen maar niets. Als er een kruisbeeld op een graf moet worden geplaatst, zit dat verpakt in allerlei verpakkingsmateriaal. Materiaal dat kan worden gebruikt voor een vlieger. Vader en zoon maken gezamenlijk een vlieger, waarbij Maarten veel aandacht geeft aan de staart. Later wordt de vlieger door twee jongens losgesneden van de haspel. Het duurt een half jaar voordat Maarten zijn vlieger toevallig weer terugvindt, achter het raam bij ene Ginus van Diepenburch. Als Maarten in staat is de staart van de vlieger zorgvuldig te beschrijven, krijgt hij die terug.
Niet lang daarna verhuist Ginus met zijn gezin naar een huisje in de buurt van Maarten. Vanuit zijn zolderkamer kan hij, vaak samen met zijn vader, het huis in de gaten houden. In het gezin bevindt zich ook Machteld, de dochter van Ginus, en Maarten wordt gelijk verliefd op het oudere meisje. Zij wil echter niets van hem weten en negeert hem volkomen. Ginus zelf komt op de gemeentelijke begraafplaats werken, tot genoegen van de vader van Maarten. Ondertussen krijgt de vader van Maarten een verzoek. Het nabijgelegen katholieke kerkhof moet worden geruimd omdat er nieuwbouw gaat komen. De pastoor vraagt of de vader van Maarten de graven kan ruimen. De vader wil dat wel, maar alleen als hij een dragline mag gebruiken. Dit stuit op bezwaren van de pastoor, die bang is voor de publieke opinie. Hij wil dat de graven een voor een en met de hand worden geruimd. Maartens vader weigert dit. Inmiddels zijn er problemen gerezen rond Ginus. De laatste heeft een eigen interpretatie gegeven aan de tekst: “Vergeef ons onze schulden, gelijk ook wij vergeven onze schuldenaren”. Volgens Ginus is het voldoende dat men vergevingsgezind is tegen de medemens om de vergiffenis van God te verkrijgen. Dit gaat lijnrecht in tegen de gedachte dat Jezus voor de zonden van de mensheid is gestorven aan het kruis. Volgens Ginus staat nergens in de Bijbel dat dit zo is. De vader van Maarten, die Ginus graag mag, probeert hem op andere gedachten te brengen, maar Ginus houdt vol, ook als er ouderlingen en dominees komen die hem proberen terug te brengen naar de bestaande interpretatie. Zelfs evangelist Matteüs wordt door Ginus als fraudeur bestempeld. Hij beroept zich op de katholieke leer uit het eerste millennium, voordat de theoloog Anselmus van Canterbury zijn verzoeningsleer formuleerde.
Uiteindelijk wordt Ginus uit de kerk gezet. Deze extreme maatregel betekent gelijk sociale isolatie. Heel veel mensen uit het dorp gaan niet meer met de familie om en er kunnen lastig boodschappen worden gedaan. Als dan ook nog Machteld ongewenst zwanger wordt en de vader onbekend is, wordt de situatie steeds benarder. De positie van het gezin is zo onmogelijk geworden dat Ginus desgevraagd solliciteert naar de functie van grafdelver in Delft. Hij wordt daar aangenomen en vertrekt met zijn gezin. De vader van Maarten weigert nog een laatste keer de katholieke begraafplaats met de hand te ruimen. Hierbij schoffeert hij de mannen die het komen vragen zodanig dat ze woedend vertrekken. Niet lang daarna wordt de katholieke begraafplaats alsnog in het maanlicht met draglines geruimd. Vader en zoon slaan het al vliegerend in samenzwering gade.

## Achtergrond
Het basisidee voor “De vlieger” stond al in de bundel “Wie god verlaat heeft niets te vrezen- De Schrift betwist” uit 1997. In de column “Gelijk ook wij vergeven” staat het verhaal van een ouderling die driemaal kerkelijk werd vermaand en toen uit de kerk werd gestoten. Het voorval dat in de jeugd van Maarten ’t Hart plaatsvond maakte diepe indruk op hem. In een interview zegt hij daarover: “Het uit de kerk gooien van Ginus is een atypisch gebeuren. Ik heb dit ook maar één keer zo meegemaakt en in die zin geeft het een scheef beeld van de gereformeerde kerk. Maar in de roman zelf staat, dat de vader een paar keer zegt dat hij niet gelooft dat het zover zal komen, omdat in vergelijkbare gevallen in het verleden de getroffenen altijd de eer aan zichzelf hielden en de kerk al uitgingen voor ze eruit werden gegooid.” De vlieger staat als symbool voor de vrijheid van de gedachte, maar wordt tegelijkertijd zelf gevormd door het houten kruis. Maarten ’t Hart weet in zijn roman het verhaal van Ginus en zijn afwijkende gedachten te verweven met de vlieger. Als Maarten en zijn vader bezig zijn het kruishout voor de vlieger te maken trekt de vader de vergelijking met het kruis van Christus. Hij vraagt zich af welke houtverbindingen zijn gebruikt voor dat kruis. Als de vlieger klaar is, raakt Maarten hem kwijt als twee jongens het touw doorsnijden dat de vlieger verbindt met de haspel. Het doorsnijden van het touw duurt extreem lang en lijkt een vooraankondiging van het lossnijden van Ginus, maar ook van de auteur zelf, van de gereformeerde kerk.